# Білітуйське сільське поселення
Біліту́йське сільське поселення (рос. Билитуйское сельское поселение) — сільське поселення у складі Забайкальського району Забайкальського краю Росії.
Адміністративний центр та єдиний населений пункт — селище Білітуй.

## Населення
Населення сільського поселення становить 1477 осіб (2019; 1475 у 2010, 1176 у 2002).